# متلازمة نيو-لاكسوفا
متلازمة نيو-لاكسوفا (المعروفة أيضًا باسم متلازمة نيو اختصارًا) هي اضطراب وراثي متنحي نادر الحدوث (أقل من 100 حالة في الأدبيات الطبية)، يتميز بوجود تقييد مفرط لنمو الجنين داخل الرحم، ووجود عيوب خلقية متعددة. وصف المتلازمة لأول مرة كل من الطبيب ريتشارد نيو (عام 1971) والطبيبة ريناتا لاكسوفا (عام 1972) على أنها اضطراب مُميت يصاحبة تشوهات متعددة، وتُعتبر متلازمة نيو-لاكسوفا أحد الاضطرابات الشديدة التي تؤدي إلى ولادة جنين ميت أو تتسبب في وفاته بعد الولادة بوقت قصير.

## العلامات والأعراض
تظهر متلازمة نيو-لاكسوفا في شكل تشوهات شديدة تؤدي إلى وفاة الجنين قبل الولادة أو بعدها بوقت قصير، وتحدث هذه التشوهات في الوجه والجلد والجهاز العصبي، حيث يظهر على وجه الجنين المصاب بالمتلازمة سمات نموذجية تشمل جحوظ العينين، وتشوهات الجفن والأنف، وصغر الفك، وتشوه أو انخفاض مستوى الأذنين، وبعض التشوهات الأخرى في الوجه مثل الشفة الأرنبية والحنك المشقوق، كما قد توجد تشوهات في الأطراف مثل ارتفاق أصابع اليدين والقدمين، وتشوهات الجلد مثل السماك وفرط التقرن، وتشوهات الجهاز العصبي المركزي مثل صغر الرأس، انعدام تلافيف الدماغ أو صغر حجمها، نقص تنسج المخيخ وعدم تخلق الجسم الثفني، كما قد توجد أيضًا تشوهات أخرى مثل عيب الأنبوب العصبي. [بحاجة لمصدر]

## علم الوراثة
تُعد متلازمة نيو-لاكسوفا اضطراب أيضي خلقي ناتج عن طفرة اقترانية مثماثلة أو متغايرة في أحد ثلاثة جينات (PHGDH، PSAT1 و PSPH) حيث تشارك هذه الجينات في مسار التكوين الحيوي للسيرين كما أنها ضرورية لتكاثر الخلايا، ومن ثم فإن الطفرات في هذه الجينات الثلاثة تكمن وراء متلازمات نقص السيرين.

## التشخيص
يعتمد التشخيص عادة على السمات السريرية الموجودة عند الولادة، كما قد تكشف الموجات فوق الصوتية خلال الأثلوث الثاني من الحمل عن وجود التشوهات الجنينية المرتبطة بهذه المتلازمة، مثل الاستسقاء السلوي، وتقييد نمو الجنين داخل الرحم وصغر الرأس وجحوظ العينين، وضعف حركة الجنين. [بحاجة لمصدر]

## العلاج/التعامل معها
أظهرت مكملات السيرين والجلايسين فوائد تجريبية في أولئك الذين يعانون من عيوب التخليق الحيوي للسيرين، وكذا الإصابات الخفيفة بمتلازمة نيو-لاكسوفا

## المآل
يُعد مآل هذه المتلازمة سيئا، نظرا لأن المصاب بها إما يولد ميتا أو يموت عقب الولادة بوقت قصير، يصل بأقصى حد إلى 134 يومًا (وهي أقصي مدة في الأدبيات الطبية). وبالنظر إلى أن هذه المتلازمة تُورث كاضطراب صبغي جسدي متنحي، فإن هناك احتمالية تكرار حدوثها في المولود التالي بنسبة 25%، ولذا يُجرى استشارة ورائية.